# Einhausung Hösbach

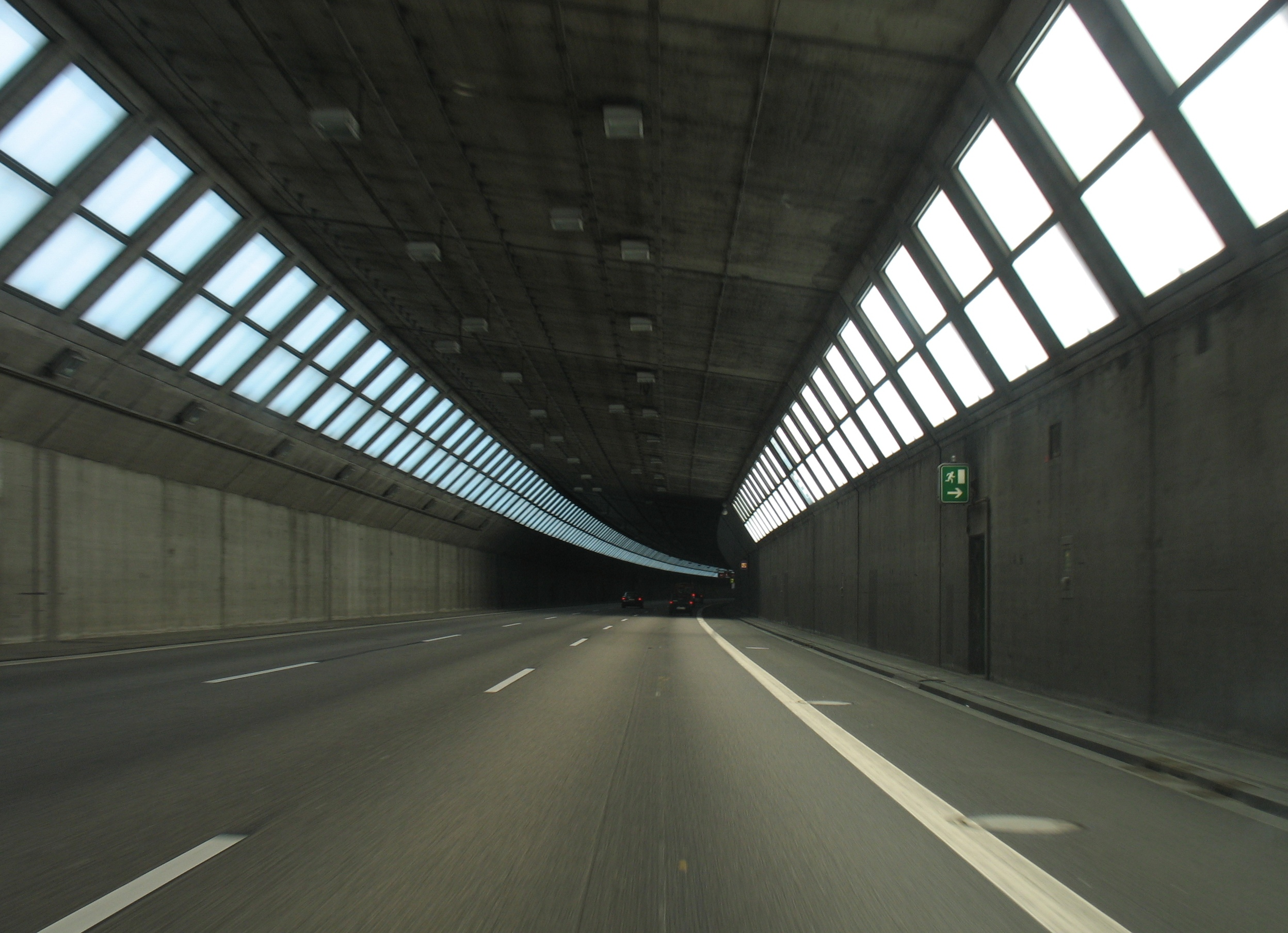
In der Einhausung

Die Einhausung Hösbach besteht aus zwei Bauwerken (der 1380-m-langen Einhausung West in Goldbach und Hösbach und der 719-m-langen Einhausung Ost in Hösbach) entlang der Bundesautobahn 3, die dem Lärmschutz der anliegenden Gemeinden dienen. 1988 wurde entschieden, im Zusammenhang mit einem Ausbau der A3 die Einhausung zu errichten. Am 4. August 1998 fand symbolisch der erste Spatenstich statt, eine Teilinbetriebnahme war 2003, 2005 waren alle Spuren befahrbar. Während des Baus wurde auch die neben der Strecke verlaufende Aschaff renaturiert. Die Beleuchtung erfolgt durch Tageslicht, die ursprünglich 1600 klaren Fenster mussten teilweise modifiziert werden, nachdem das Wechsellicht bei Autofahrern epileptische Anfälle auslöste. Innerhalb der West-Einhausung befindet sich die Abfahrt Goldbach. Auf dem Betonbau befinden sich Solarzellen mit einer Leistung bis zu 2600 kW. Die jährlichen Wartungskosten für die Einhausung liegen zwischen 300.000 € und 400.000 €.

## Technische Daten
Die Einhausung weist eine Breite von regulär 16 Metern auf, an der Anschlussstelle Goldbach sind es 26 Meter.
Die westlichen Tunnel sind 1380 Meter lang. Im Osten sind es in Fahrtrichtung Nürnberg 719 Meter und in Fahrtrichtung Frankfurt am Main 380 Meter.
Die Einhausung wirkt zusammen mit den 5.700 Meter langen Lärmschutzmauern. Bei der Errichtung des Bauwerkes sind 50.400 m³ Beton und 5.000 Tonnen Bewehrungsstahl verwendet worden.
Die 1.600 Fenster aus Spezialglas haben Abmessungen von 2,3 Meter mal 3,25 Meter. Diese öffnen sich im Brandfall. Zur Verhinderung eines Stroboskopeffektes wurden nach der Eröffnung 2005 400 dieser Fenster nachträglich verdunkelt.

## Baufortschritt

Luftaufnahme der fertigen Einhausung

1995: Beginn der Vorbereitungsarbeiten für den Ausbau auf 6 Fahrstreifen zwischen den Anschlussstellen Aschaffenburg-Ost und Hösbach.
04.08.1998: Der erste Spatenstich durch den damaligen bayerischen Staatsminister des Inneren Günther Beckstein
August 2000: Fertigstellung des ersten 185 m langen Tunnelstücks
17.07.2003: Erstmalig ist die Tunnelröhre in gesamter länge befahrbar, allerdings nur mit vier Baustellenfahrstreifen und auch nur auf einer Seite.
Dezember 2004: Beide Tunnelhälften sind befahrbar.
Juli 2005: Offizielle Fertigstellung und Freigabe aller 6 Fahrstreifen.
Dezember 2006: Fertigstellung der Automatisierung für die Fenster.

## PV-Anlage
Auf dem „Dach“ der Einhausung sind 13.500 Solar-Module verbaut, welche zusammen eine Leistung von 2.600 kWp (Kilowatt-Peak) erzeugen. Im Zeitpunkt der Eröffnung 2009 war es die längste Fotovoltaikanlage der Welt mit 2,7 Kilometern.